# 1775
1775 (MDCCLXXV) var ett normalår som började en söndag i den gregorianska kalendern och ett normalår som började en torsdag i den julianska kalendern.

## Händelser

### Januari
- 17 januari – Storbritannien gör anspråk på Sydgeorgien och Sydsandwichöarna.[1]

### Februari
- 9 februari – Amerikanska revolutionen börjar.
- 15 februari – Sedan Clemens XIV har avlidit året innan väljs Giovanni Angelico Braschi till påve och tar namnet Pius VI.

### Mars
- 6 mars – Danmark skiljer Grönland från Island då administrationen av Grönland övertas av Den Kongelige Grønlandske Handel.[2]

### April
- 19 april – Slagen vid Lexington och Concord utkämpas.
- April – Mjölkriget, en serie på hundratals våldsamma upplopp som protest mot mjölpriset, utbryter i Frankrike.

### Maj
- 7 maj – Halva Filipstad i Sverige, inklusive kyrkan, brinner ner.[3]

### Juni
- 17 juni – Slaget vid Bunker Hill utkämpas.

### November
- 17 november – Gustav III ger order om att staden Kuopio skall grundas i Finland.

### Okänt datum
- Den svenska brännvinsbränningen förstatligas och särskilda kronobrännerier inrättas. Dessa går dock med förlust, eftersom bönderna bränner själva i lönndom.
- Gustav III reser för första gången till Finland och stannar där en månad.
- Storskiftet införs i Finland, vilket innebär att även skogarna skiftas genom de så kallade avvittringarna. Skogsskiftet väcker viss bitterhet, eftersom det enbart genomförs i Finland. Skogarna i mellersta och norra Finland tillfaller kronan, medan resten avyttras till nybyggare, vilket leder till cirka 3 000 nybyggen, främst i Österbotten.
- Militären Göran Magnus Sprengtporten blir chef för Savolaxbrigaden i Finland.
- Det svenska förbudet mot utförsel av spannmål börjar luckras upp.
- Tammerfors får stadsprivilegium.
- Mineralogen och kemisten Johan Gottlieb Gahn lyckas isolera mangan.
- Sveriges första veterinärmottagning öppnas i Skara.
- Gustav III ger frihamnsprivilegier till Marstrands stad, vilket innebär att ekonomin där skall få utvecklas fritt, utan inblandning från staten. Det blir också en fristad för brottslingar.
- Kemisten Torbern Bergman ger ut avhandlingen Afhandling om Bitter-, Selzer-, Spa- och Pyrmonter-Vatten samt deras tillredande genom konst. I denna beskriver han hur han har framställt konstgjort mineralvatten, vilket är grunden till dagens läskedrycker.
- Kvinnor i Sverige får enligt kungligt brev tillstånd att bedriva "klädmäkleri" och sälja begagnade kläder, möbler och andra begagnade föremål, men inga produkter de skapade själva eller som var nygjorda, eftersom detta skulle inkränkta på skrånas privilegium. Detta yrke förbehålls behövande kvinnor.[4]

## Födda

### Första kvartalet

#### Januari
- 22 januari – André-Marie Ampère, fransk fysiker[5]. (död 1836)
- 27 januari – Friedrich von Schelling, tysk filosof. (död 1854)

#### Februari
- 10 februari – Charles Lamb, engelsk poet. (död 1834)
- 11 februari – William Hall, amerikansk demokratisk politiker. (död 1856)
- 12 februari – Louisa Adams, gift med USA:s president John Quincy Adams. (död 1852)

#### Mars
- 7 mars – Jeanne-Geneviève Garnerin, fransk ballongflygare och fallskärmshoppare. (död 1847)

### Andra kvartalet

#### April
- 23 april – William Turner, brittisk konstnär. (död 1851)

#### Maj
- 21 maj – Lucien Bonaparte, fransk politiker, yngre bror till Napoleon I. (död 1840)

#### Juni
- 9 juni – Georg Friedrich Grotefend, tysk språkforskare. (död 1853)
- 10 juni – James Barbour, amerikansk politiker och diplomat. (död 1842)
- 15 juni – Carlo Porta, italiensk diktare. (död 1821)
- 23 juni – Louis Malus, fransk ingenjör och fysiker. (död 1812)

### Fjärde kvartalet

#### Juli
- 19 juli – John Andrew Shulze, amerikansk politiker, guvernör i Pennsylvania 1823–1829. (död 1852)

#### Augusti
- 6 augusti – Ludvig XIX, titulärkung av Frankrike i 20 minuter 2 augusti 1830. (död 1844)

#### September
- 1 september – Honoré Charles Reille, fransk militär. (död 1860)

### Fjärde kvartalet

#### Oktober
- 6 oktober – Johann Anton André, tysk kompositör och musikförläggare. (död 1842)

#### November
- 19 november – Johann Karl Wilhelm Illiger, tysk zoolog. (död 1813)

#### December
- 16 december
  - Jane Austen, brittisk författare. (död 1817)
  - François Adrien Boïeldieu, fransk kompositör. (död 1834)
- 22 december – Nils Magnus Lindh, svensk boktryckare. (död 1835)

### Okänt datum
- Ching Shih, kinesisk pirat. (död 1844)

## Avlidna

### Första kvartalet

#### Januari
- 1 januari – Ahmed Shah Bahadur, 49, indisk stormogul 1748–1754.
- 7 januari – Carl Fredrik Inlander, 30, svensk formgivare.
- 8 januari – John Baskerville, 68, engelsk typograf.
- 25 januari – Georg Friedrich Schmidt, 63, tysk konstnär.

#### Februari
- 4 februari – Samuel Gustaf Stierneld, 74, svensk friherre och militär.
- 18 februari – Johann Georg Walch, 81, tysk teolog och filosof.
- 28 februari – Ling, 47, kinesisk adelskvinna och kejserlig konkubin.

#### Mars
- 4 mars – Johan Löwen, 66, svensk friherre, militär och ämbetsman.
- 5 mars – Dormont de Belloy, 47, fransk skådespelare och dramatiker.
- 20 mars – Pedro Antonio Barroeta y Ángel, 73, ärkebiskop i Granada.

### Andra kvartalet

#### April
- 4 april – René Charles de Maupeou, 86, fransk politiker.
- 22 april – Carl Magnus Adlermarck, 66, svensk friherre och ämbetsman.

#### Maj
- 10 maj – Caroline Mathilde av Storbritannien, 23, drottning av Danmark och Norge 1766–1772, gift med Kristian VII.
- 16 maj – Ulla von Liewen, 28, svensk friherrinna och hovfröken.
- 18 maj
  - Magnus Beronius, 82, svensk ärkebiskop sedan 1764.
  - Johann Joachim Kändler, 68, tysk keramiker.
- 27 maj – Louise-Elisabeth de Bourbon, 81, fransk adelsdam.

#### Juni
- 11 juni – Egidio Duni, 67, italiensk kompositör.
- 23 juni – Karl Ludwig von Pöllnitz, 83, tysk friherre och memoarförfattare.

### Tredje kvartalet

#### Juli
- 30 juli – Daniel Heinrich Arnoldt, 68, tysk teolog.

#### Augusti
- 13 augusti – Michał Fryderyk Czartoryski, 79, polsk furste.
- 16 augusti – Jacob Langebek, 65, dansk historiker.

#### September
- 16 september – Allen Bathurst, 1:e earl Bathurst, 90, brittisk politiker.

### Fjärde kvartalet

#### Oktober
- 18 oktober
  - Christian August Crusius, 60, tysk teolog.
  - Paulus av Korset, 81, italiensk präst, helgon.
- 19 oktober – Frederik Christian Breitendich, 72, dansk organist.
- 21 oktober
  - François-Hubert Drouais, 47, fransk konstnär.
  - Maria Wilhelmina von Neipperg, 37, österrikisk hovdam.

#### November
- 1 november – Pierre-Joseph Bernard, 67, fransk poet.
- 5 november – Kristian IV av Pfalz-Zweibrücken, 53, tysk furste.
- 7 november – François Rebel, 74, fransk kompositör.
- 9 november – Nils Anagrius, 57, svensk präst.
- 14 november – Erik Arvid Sparre, 68, svensk greve och sjömilitär.

#### December
- 4 december – Barbe de Nettine, 68, politiskt inflytelserik bankir i Österrikiska Nederländerna.

### Fotnoter
1. ↑  World Statesmen
2. ↑  World Statesmen
3. ↑  ”Värmlands brandhistoriska klubb”. Arkiverad från originalet den 12 oktober 2011. https://www.webcitation.org/62NB7kO36?url=http://www.brandhistoriska.org/olyckor_se.html. Läst 16 mars 2011.
4. ↑  Du Rietz, Anita, Kvinnors entreprenörskap: under 400 år, 1. uppl., Dialogos, Stockholm, 2013
5. ↑  Det hände i dag